# Mahehia maculata
Mahehia maculata är en kräftdjursart som beskrevs av Gustav Budde-Lund1913. Mahehia maculata ingår i släktet Mahehia och familjen Porcellionidae. Inga underarter finns listade i Catalogue of Life.